# 小行星3432
小行星3432（英語：3432 Kobuchizawa）是一颗围绕太阳公转的小行星。1986年3月7日，井上傑、村松修、浦田武在小淵澤发现了此天体。
这颗小行星的绝对星等为249.30506等。